# Sant'Antonio di Mavignola
Sant'Antonio di Mavignola (Mavignöla in dialetto locale) è una località turistica di 360 abitanti della provincia autonoma di Trento situata a 1123 m s.l.m. a poca distanza da Madonna di Campiglio, fra le Dolomiti di Brenta e le Alpi dell'Adamello e della Presanella. 
È una frazione del comune di Pinzolo ed è una nota stazione di soggiorno estiva e soprattutto invernale, grazie anche alla vicinanza con Madonna di Campiglio.

## Geografia
Sant'Antonio di Mavignola è collocato sulla strada statale 239 nel pezzo che collega Pinzolo e Carisolo a Madonna di Campiglio, appena dopo l'imbocco per la val Nambrone. Dall'abitato parte la strada per la val Brenta, mentre sopra il paese si trova località Clemp, dove si trova un forte della guerra e varie case da monte.

## Storia

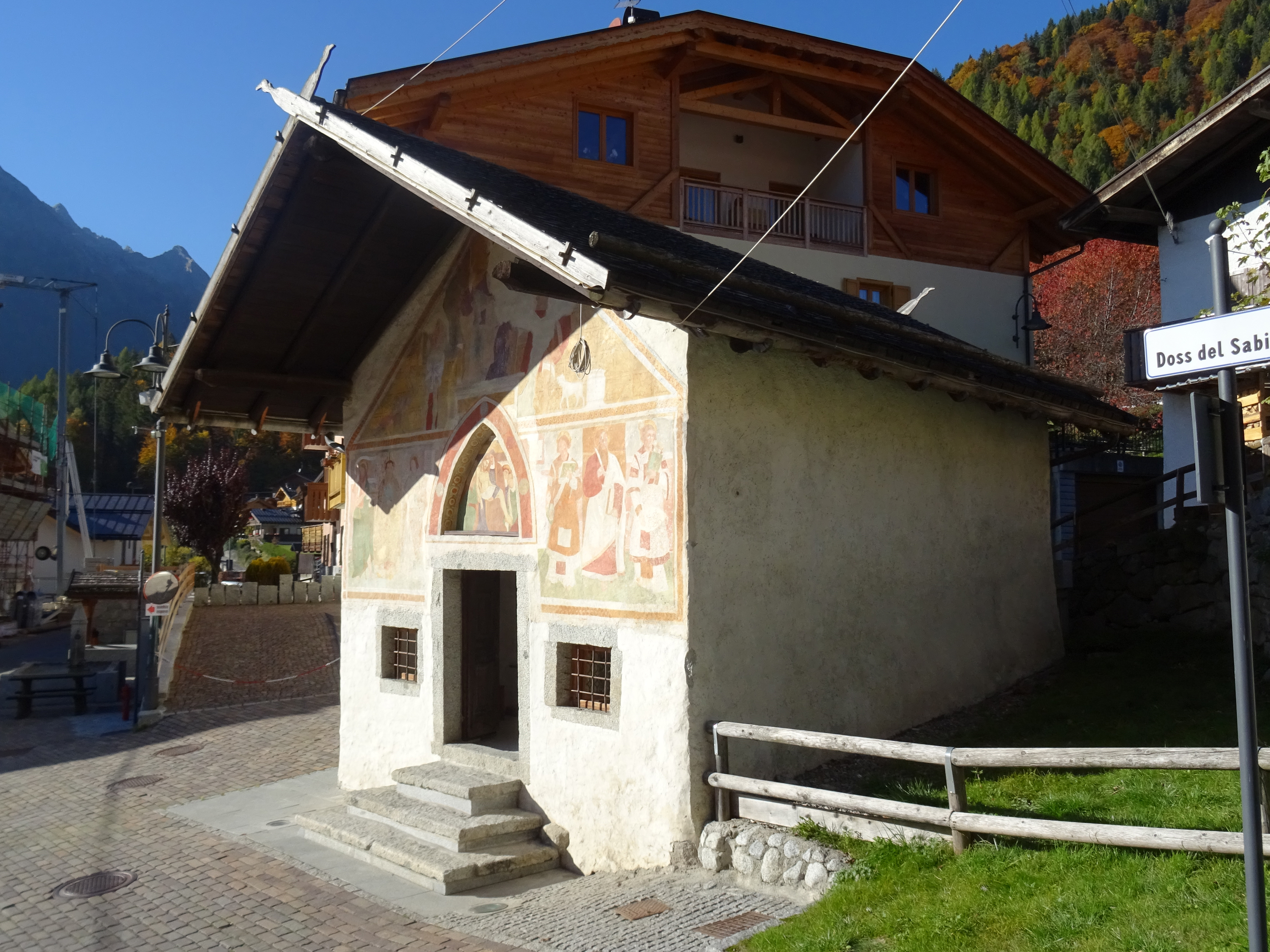
L'antica chiesa di Sant'Antonio Abate

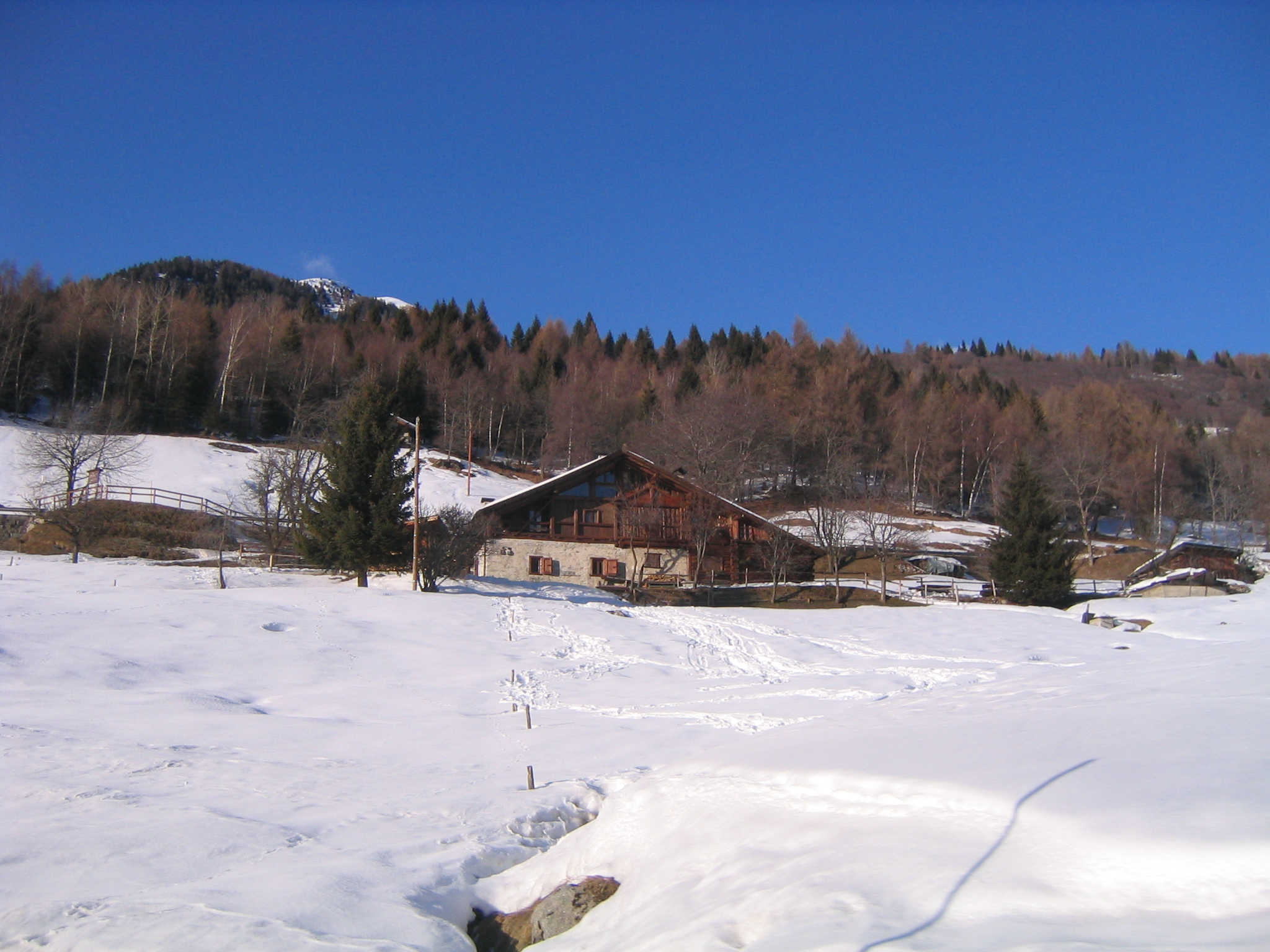
Scorcio invernale

Mavignola nasce come un piccolo centro dove d'estate la popolazione di Pinzolo portava il bestiame a pascolare ed era composto da case sparse. Oggi, grazie soprattutto a molti interventi privati, sono sorte molte strutture ricettive e residence usati soprattutto per la stagione invernale, data la vicinanza con le piste da sci.
Il patrono è Sant'Antonio Abate e si festeggia il 17 gennaio.

## Monumenti e luoghi d'interesse
- Chiesa di Sant'Antonio Abate vecchia: risalente al Quattrocento, con affreschi di Simone II e Cristoforo I Baschenis
- Chiesa di Sant'Antonio Abate nuova: parrocchiale, edificata nel 1930-33
- Pimunt alt: antico paesino vicino a Mavignola, caratterizzate da case contadine ricche di affreschi.
- Forte Clemp: la costruzione della caserma fortificata di Clemp, realizzata tra il 1914 e 1915 con grossi conci di granito ed elementi in cemento armato, era lunga circa quaranta metri, divisa in due piani nei quali si trovavano le stanze per la truppa, il deposito munizioni e viveri e la cisterna per l’acqua, oltre agli ambienti destinati alla difesa dell’edificio. Oggi ne rimane un rudere.